# Super Dodge Ball (jeu vidéo, 1988)
Cet article concerne le jeu NES. Pour le jeu d'arcade, voir Super Dodge Ball (jeu vidéo, 1987).
 (octobre 2018).
Si vous disposez d'ouvrages ou d'articles de référence ou si vous connaissez des sites web de qualité traitant du thème abordé ici, merci de compléter l'article en donnant les références utiles à sa vérifiabilité et en les liant à la section « Notes et références ».
Super Dodge Ball ou Nekketsu Kōkō Dodgeball Bu (熱血高校ドッジボール部, Nekketsu Kōkō Dojjibōru Bu) au Japon est un jeu de balle aux prisonniers sorti en 1987 sur NES. Développé par Technos Japan, le jeu est basé sur le jeu d'arcade éponyme de 1987.

## Niveaux
États-Unis, Angleterre, Inde,  Islande, Chine, Kenya, Japon, Union soviétique